# Anglogold Ashanti
AngloGold Ashanti Limited, (NYSE: AU), är ett sydafrikanskt multinationellt bolag inom gruvdrift och som prospekterar, bryter och förädlar guld i 22 gruvor i elva länder på fyra kontinenter (Argentina (1), Australien (1), Brasilien (2), Ghana (2), Guinea (1), Mali (3), Namibia (1), Sydafrika (8), Tanzania (1), USA (1) och Zimbabwe (1)). Bolaget hade år 2012 en guldproduktion på 3,944 miljoner uns, en minskning med ca 400 000 uns från föregående år.